# Ричард Ричардс
Ричард Ноел „Дик“ Ричардс (на английски: Richard Noel "Dick" Richards) e американски астронавт, участник в четири космически полета.

## Образование
Ричард Ричардс завършва колежа Riverview Gardens High School в Сейнт Луис, Мисури през 1964 г. През 1969 г. придобива бакалавърска степен инженер - химик от щатския университет на Мисури. През 1970 г. става магистър по аерокосмически системи в университета на Западна Флорида.

## Военна кариера
След дипломирането си през 1969 г., Р. Ричардс постъпва на служба в USN и получава първото си звание мичман. През август на следващата година става морски летец. От 1970 до 1973 г. той лети в поддържащи мисии на самолет A-4 Скайхок в ескадрила за радиоелектронна война 33 (TEWS 33), базирана в Норфолк, Вирджиния. От 1974 г. е зачислен в бойна ескадрила 103 (VF-103), оперираща със самолет F-4 Фантом. Ескадрилата е базирана на самолетоносачите USS America (CV-66), а по-късно и на USS Saratoga (CV-61). През 1976 г. Ричардс завършва школа за тест пилоти в Мериленд. Прехвърлен е на служба в центъра за тестове на морски системи и въоръжения. До 1980 г. участва в програмите за автоматично приземяване на изтребители F-4 Фантом и A-7 Корсар, както и в първите разработки на новия F-18A Хорнет. Той е първия пилот, който приземява новия изтребитал на палубата на самолетоносача USS America (CV-66) през 1979 г. В кариерата си има 5300 полетни часа и 400 кацания върху палубата на самолетоносачи.

## Служба в НАСА
Ричард Ричардс е избран за астронавт от НАСА на 29 май 1980 година, Астронавтска група №9. Участник е в четири космически полета.

## Полети
| Космически полети на Ричард Ноел Ричардс                           | Космически полети на Ричард Ноел Ричардс | Космически полети на Ричард Ноел Ричардс | Космически полети на Ричард Ноел Ричардс | Космически полети на Ричард Ноел Ричардс | Космически полети на Ричард Ноел Ричардс | Космически полети на Ричард Ноел Ричардс |
| №                                                                  | Дата                                     | КК                                       | Емблема на мисията                       | Функции                                  | Продължителност                          |                                          |
| ------------------------------------------------------------------ | ---------------------------------------- | ---------------------------------------- | ---------------------------------------- | ---------------------------------------- | ---------------------------------------- | ---------------------------------------- |
| 1                                                                  | 8 август 1989                            | „Колумбия“, мисия STS-28                 |                                          | Пилот                                    | 5 денонощия 01 час 00 мин. 08 сек.       |                                          |
| 2                                                                  | 6 октомври 1990                          | „Дискавъри“, мисия STS-41                |                                          | Командир                                 | 4 денонощия 02 часа 10 мин. 04 сек.      |                                          |
| 3                                                                  | 25 юни 1992                              | „Колумбия“, мисия STS-50                 |                                          | Командир                                 | 13 денонощия 19 часа 30 мин. 04 сек.     |                                          |
| 4                                                                  | 9 септември 1994                         | „Дискавъри“, мисия STS-64                |                                          | Командир                                 | 10 денонощия 22 часа 49 мин. 57 сек.     |                                          |
| Сумарно време в космоса – 33 денонощия 21 часа 30 минути и 13 сек. |                                          |                                          |                                          |                                          |                                          |                                          |

## След НАСА
През август 1998 г. Ричард Ричардс напуска НАСА. Започва работа в аерокосмическия гигант Боинг, където остава до излизането си в пенсия през 2007 г. Живее в Хюстън, Тексас.

## Награди
- Медал за доблестна служба;
- Медал за отлична служба;
- Летателен кръст за заслуги;
- Медал за национална отбрана (2);
- Медал за участие във Витнамската война;
- Медал на НАСА за участие в космически полет (4).

Избран е за тест пилот на годината през 1980 г.